# Лари Скот
Лари Скот, наричан „Легендата“, роден на 12 октомври 1938 г. в Блекфут, Айдахо е бивш американски професионален културист.

## Предистория
Скот е културистът, който печели първото състезание Мистър Олимпия организирано от IFBB. Повтаря успеха си и на втория турнир през 1966 г. Скот отива в калифорнийския Air College да учи електроника и е благочестив мормон. Женен е за Рейчъл Ичикава (Rachel Ichikawa).

## История
Преди да се състезава за титлата Мистър Олимпия, Скот печели Мистър Америка през 1962 г., Мистър Вселена през 1964 и има малка роля („Riff“) във филма от 1964 Muscle Beach Party. Скот е един от многото, които не притежават очевиден генетичен потенциал на голям атлет, когато започва да се занимава с вдигане на тежести през 1956 – особени слаба зона са тесните му рамене. В Калифорния тренира с Винс Жиронда (Vince Gironda), добре познат културист от миналото. Скот е най-известен с големите си ръце (първият културист с обиколка на ръката над 50 см) – особено добре развит е бицепса му. Самият той приписва успеха си на ново упражнение, разработено от него – „Скотово сгъване“, което се използва от почти всички и до днес. Скот живее и управлява собствената си компания в Солт Лейк Сити (основан през 1847 от група мормони, днешната главна квартира на мормонската църква е там), най-големият град и столица на щата Юта, САЩ. Той е в Залата на славата на IFBB (IFBB Hall of Fame) от 1999 г.
Скот също е популярен модел до средата на 1960 и работи с редица известни фотографи. Една от фотографските му серии, снимана от Пат Майло (Pat Milo), днес се счита за „изящно изкуство“ (fine art). Именно Майло е човекът, който представя Скот пред широката публика и му помага да подобри позирането си. Лари се появява редовно в културистичните списания на Joe Weider, включително Mr. America и Muscle Builder, а и в някои други издания – Demi Gods, Muscleboy, The Young Physique.
От 1960 г. до оттеглянето си от състезателна кариера през 1966 г., Скот е суперзвездата на културизма. Негова популярност е по-голяма от тази на Freddy Ortiz, Chuck Sipes, Leo Robert и Harold Poole, и е по-известен дори от такива колоритни знаменитости като Dave Draper и младият Sergio Oliva. Този феномен тогава е наречен „Larry fever“ и достига върха си през 1966, когато той защитава титлата си Мистър Олимпия и си отива с короната на победител (паричната награда е само 1000 долара).
Скот се оттегля, когато е едва на 28 години и това шокира света на бодибилдинга. Но той си има приоритети (втори брак), а и няма по-престижна награда, която да спечели вече в състезателния културизъм.
Дори и в оставка, Скот продължава да има невероятно предани почитатели. Един от тях, Rod Labbe, е необвързан с определено издание журналист, който съвместно със Скот публикува няколко големи статии в списания. Според Labbe, „Лари е моят детски герой, истинска американска история на успеха. За мен е чест да работя с него.“ Последното им интервю, със заглавие „Златният мъж“ („The Golden Man“), може да се види в 2 последователни броя на списанието Ironman от 2006 г.
Днес, Скот е минал отдавна своя 70 рожден ден, но все още се радва на отлично здраве и недостигнати от много младежи 50 см ръце. Автобиографичната книга Loaded Guns (ISBN 0-9631479-0-0) е издадена през 1992 г.

## Състезателна история

### 1959
- Mr. Idaho, 1st

### 1960
- Mr California – AAU, Winner
- Mr California – AAU, Most Muscular, 1st
- Mr Los Angeles – AAU, Most Muscular, 3rd
- Mr Los Angeles – AAU, 3rd

### 1961
- Mr Pacific Coast – AAU, Most Muscular, 1st
- Mr Pacific Coast – AAU, Winner

### 1962
- Mr America, Medium, 2 and Overall

### 1963
- Mr Universe, Medium, 1st

### 1964
- Mr Universe, Medium, 1st and Overall

### 1965
- Mr Olympia, 1st

### 1966
- Mr Olympia, 1st

### 1979
- Canada Diamond Pro Cup, 9th
- Grand Prix Vancouver, Did not place